# Kuraginói járás
A Kuraginói járás (oroszul: Курагинский район) Oroszország egyik járása a Krasznojarszki határterületen. Székhelye Kuragino.

## Népesség
- 1989-ben 54 337 lakosa volt.
- 2002-ben 51 873 lakosa volt.
- 2010-ben 47 688 lakosa volt.